# Take That
Take That je britský boy band založený v roce 1990 manažerem Nigelem Martinem–Smithem. Skupinu v současné době tvoří Gary Barlow, Mark Owen a Howard Donald. Robbie Williams skupinu v roce 1995 opustil a skupina se krátce nato rozpadla. V roce 2005 se Take That opět dali dohromady, vydali album Beautiful World a jejich singl „Shine“ triumfoval na BRIT Awards 2008. V roce 2010 se k nim vrátil i Robbie Williams. V roce 2012 Robbie Willams oznámil, že se na dalším albu jako člen skupiny nebude podílet. V roce 2014 Jason Orange oznámil, že skupinu opouští.

## Historie
Gary Barlow a Mark Owen přišli ze skupiny Cutest Crush, Howard Donald a Jason Orange předtím působili v kapele Street Band. V původní sestavě byl i Robbie Williams. Take That výrazně bodovali hned prvním albem, jež obsahovalo hity „Promises“, „Once You’ve Tasted Love", „It Only Takes a Minute" a „I Found Heaven".
Následovala šňůra britských hitparádových jedniček: „Pray" (1993), „Relight My Fire" (1993, se zpěvačkou Lulu), „Babe" (1993), „Everything Changes" (1994), „Back For Good" (1995), „Never Forget" (1995) a „How Deep Is Your Love" (1996, cover Bee Gees). Zlom nastává v červenci 1995, kdy kapelu opustil Robbie Williams, v roce 1996 vydali kolekci největších hitů Take That: Greatest Hits a oficiálně se rozpadli.
Následně se většina z nich představuje sólovými alby, např. Mark Owen debutuje albem Green Man (1996). Barlow má v témže roce sólové album Open Road a v roce 1997 vydává album i Williams (Life Thru A Lens). Ten se opět prosazuje v r. 1998 hitem „Millenium" a deskou I´ve Been Expecting.
Znovuzrození kapely se datuje na 14. září 2005, kdy vyšla výběrová deska jejich singlů, která navíc obsahovala doposud nevydané písně. V květnu 2006 podepsali smlouvu s vydavatelstvím Polydor, ve kterém následně vyšla deska Beautiful World. Britské kvarteto se vrátilo triumfálně – jen v Británii se prodalo 1,5 mil. kopií jejich nové desky. Comeback byl navíc korunován vítězstvím na BRIT Awards 2008 v kategorii Singl roku a Nejlepší koncertní kapela. Singl „Shine" dokonce porazil „Foundations" od Kate Nash nebo „Ruby" od Kaiser Chiefs.
V roce 2013 vystoupili v rumunské Bukuresti pod hlavičkou kapely PEDRO.

## Diskografie

### Studiová alba
- 1992 – Take That and Party
- 1993 – Everything Changes
- 1995 – Nobody Else
- 2006 – Beautiful World
- 2008 – The Circus
- 2010 – Progress
- 2011 – Progressed
- 2014 – III
- 2017 – Wonderland

### Ostatní alba
- 1996 – Take That: Greatest Hits (výběrová deska)
- 2005 – Never Forget - The Ultimate Collection (druhá výběrová deska)
- 2007 – Beautiful World: Tour Souvenir Edition (2 CD vydání k britskému turné Beautiful World 2007 Tour)